# Zlatko Papec
Zlatko Papec, född 17 januari 1934 i Zagreb, död 3 februari 2013 i Split, var en jugoslavisk fotbollsspelare.
Han blev olympisk silvermedaljör i fotboll vid sommarspelen 1956 i Melbourne.